# Chiesa di San Colombano (Parzanica)
La chiesa di San Colombano è il principale luogo di culto cattolico di Parzanica, in provincia e diocesi di Bergamo; fa parte del vicariato di Predore.

## Storia
Non si conosce la data di costruzione della chiesa originaria dedicata a san Colombano, risulta essere consacrata e elevata a parrocchiale il 30 ottobre 1512, smembrata dalla pieve di Predore.
Durante la visita diocesana di san Carlo Borromeo arcivescovo di Milano la chiesa fu visitata il 19 settembre. Dalla sua relazione si evince che era a unica natava con tetto in legno a vista, vi era l'altare indicato come “sub parva nitida fornicata et antiqua” e quello dedicato alla Madonna “habet icona satis pulchram”  e faceva parte della pieve di Predore o Calepio superiore. Sussidiaria della chiesa era quella della Santissima Trinità, ed era retta da un sacerdote preposto.
Nel 1659 fu il vescovo san Gregorio Barbarigo a visitare la parrocchia, la relazione indica la presenza delle confraternite del Santissimo Sacramento, del Santissimo Rosario, la scuola della dottrina cristiana. La parrocchia inserita nel vicaria di Predore era retta da un solo sacerdote.
La chiesa fu inserita nel 1666 nel “Sommario delle chiese di Bergamo”, elenco redatto dal cancelliere della curia vescovile di Bergamo Giovanni Giacomo Marenzi. Nel documento è indicata come chiesa parrocchiale dedicata a san Colombano di Parzanica vi erano le scuole del Santissimo Sacramento, del Santo Rosario, e la congregazione pia della Misericordia. In prossimità vi era la chiesa della Santissima Trinità. Vi erano inoltre un curato titolato e un altro sacerdote.
Il vescovo di Bergamo Giovanni Paolo Dolfin visitò la chiesa il 1 luglio 1781. La relazione indica la presenza di tre altari di cui quello maggiore gestito dalla confraternita del Santissimo Sacramento, un secondo da quella della Santissima Vergine del Rosario e il terzo della dottrina cristiana dedicato a sant'Antonio. Vi era un solo parroco beneficiario e sussidiari gli oratori di San Rocco, Santissima Trinità, e di San Gottardo.
Nella seconda metà del Settecento fu edificata una nuova chiesa grazie alla famiglia Bonomelli sulla presenza di un'antica cappella, consacrata il 24 ottobre 1867 con l'intitolazione a san Colombano. Nell'occasione il vescovo fece dono delle reliquie dei santi Biagio, Pietro e Prospero che furono sigillati nella nuova mensa d'altare maggiore. Con decreto del 27 maggio 1827 del vescovo Giulio Oggioni la chiesa parrocchiale fu inserita nella vicaria di Predore.
Nel 1923 la chiesa fu rimodernata e ampliata con l'allungamento del presbiterio su progetto di Luigi Angelini.

## Descrizione

### Esterno
L'edificio di culto con l'orientamento a nord è preceduto dal sagrato con pavimentazione in bolognini di porfido delimitato da un muretto, presenta la facciata in stile neoclassico tripartita da sei grandi colonne, e divisa in due ordini da una cornice marcapiano. Nella sezione inferiore vi è il portale in pietra rialzato da tre gradini che presenta nella parte superiore un arco dove è inserito un altorilievo. Nella sezione superiore si apre una grande finestra. Le colonne della sezione superiore sono complete di capitelli d'ordine ionico che reggono il timpano triangolare.

### Interno
L'interno a pianta rettangolare con volta a botte si divise in quattro campate da colonne addossate alle pareti complete di basamento e capitello corinzio. Le colonne reggono la trabeazione e si collegano con le arcate della volta.
Il fonte battesimale è posto nella prima campata a sinistra, chiusa da una cancellata in ferro. Corrispondente a destra vi è la cappella dedicata alla Madonna Addolorata. Vi sono le cappelle intitolate ai santi Luigi, al Sacro Cuore e alla Madonna di Lourdes, ai santi Colombano, Antonio, e Luigi.
La zona presbiteriale preceduta dall'arco trionfale e da tre gradini ha l'altare settecentesco completo di paliotto in marmo nero con medaglione, dove vi è la raffigurazione della natività di Gesù in bassorilievo.